# Saint-Jean-de-Vals
 Saint-Jean-de-Vals  es una población y comuna francesa, ubicada en la región de Mediodía-Pirineos, departamento de Tarn, en el distrito de Castres y cantón de Roquecourbe.

## Demografía
| 70 | 73 | 56 | 55 | 51 | 54 |
| Para los censos de 1962 a 1999 la población legal corresponde a la población sin duplicidades (Fuente: INSEE [Consultar]) |    |    |    |    |    |